# Camenta katangensis
Camenta katangensis är en skalbaggsart som beskrevs av Louis Burgeon 1945. Camenta katangensis ingår i släktet Camenta och familjen Melolonthidae. Inga underarter finns listade.